# Crônica do Padre de Dóclea
A Crônica do Padre de Dóclea (Presbyter Diocleas), conhecida também como Crônica de Dóclea, é uma crônica medieval do Principado de Dóclea (Duklja). Sua cópia mais antiga ainda existente é do século XVII e acredita-se que ela foi compilada pelo menos no século XIV ou XV, embora o autor alegue ser o arcebispo de Bar numa época que o cargo não existia. Historiadores descartam a obra por conta das suas inúmeras incorreções e invenções, mas, mesmo assim, ela contém algum material semi-mitológico sobre a história primitiva dos eslavos do sul. A quinta parte, chamada "Hagiografia do Santo Sérvio João Vladimir" é considerada como sendo a novelização de uma obra anterior.

## Autor
Há várias teorias sobre quem seria o autor da obra:
- Presbítero Rudigero (em sérvio:  Руђер), o arcebispo cisterciense de Antivari (moderna Bar, Montenegro) entre 1299 e 1301.[1] Acredita-se que ele tenha vivido por volta de 1300 por que a sua descrição das fronteiras bósnias coincidem com um texto anônimo chamado "Anonymi Descriptio Europae Orientalis" (Cracóvia, 1916), que foi datado em 1308.[2]
- Mavro Orbin, um historiador da República de Ragusa por volta de 1601 e então Johannes Lucius por volta de 1666.[3]

Uma das principais controvérsias sobre a Crônica está justamente no fato de que o Arcebispado de Antivari não existia entre 1142 e 1198. Umas poucas notas autobiográficas identificando o autor se preservaram na porção introdutória da própria obra, chamada de "O Reino dos Eslavos".

## Língua
A obra só sobreviveu em suas redações latinas dos séculos XVI e XVII, mas sua língua original, segundo indicação do próprio autor, era o antigo eslavônico eclesiástico:
| “ | Instado por vocês, meus amados irmãos em cristo e honrados padres da santa Arquidiocese da Igreja em Dóclea e também por alguns anciões, mas, especialmente, pelos jovens de nossa cidade, que se deliciam não apenas em ouvir e ler sobre as guerras, mas em tomar parte nelas também, a traduzir da língua eslava para o latim a obra intitulada em latim Regnun Sclavorum no qual todos os feitos e guerras deles foram descritos... | ” |

## Conteúdo
A Crônica está dividida em seis grandes partes:
- O livro sobre os godos (Libellus Gothorum ou Barski Rodoslov)
- A lenda de Constantino  (uma lenda modificada sobre a vida de São Constantino)
- O livro sobre os eslavos (Methodius), sobre a cristianização do povo de Dóclea e a organização eclesiástica
- Crônica da Travúnia
- Hagiografia do santo sérvio João Vladimir (a história romântica do duque Vladimir e a princesa búlgara Cossara, filha de Teodoreto)
- História de Dóclea

O autor tentou apresentar uma visão geral das famílias reinantes no decurso de dois séculos —  do século X até sua própria, o século XII. Há 47 capítulos no texto.

## Folclore e traduções
É geralmente aceito que este presbítero incluiu em sua obra material folclórico e literário de fontes eslavas que ele depois traduziu para o latim. Entre o que ele traduziu (e não inventou) está "A Lenda do Príncipe Vladimir", que foi supostamente escrito por outro clérigo de Crajina, na Dóclea. Em sua versão original, tratava-se de uma obra hagiográfica, a "Vida de Santo Vladimir" ao invés da "Lenda". O príncipe Vladimir, o protagonista da história, assim como o rei Vladislau, que ordenou a sua morte, eram personalidades históricas, mas, apesar disso, a obra contém muito material não histórico.

## Impacto
Mavro Orbini, o autor de "Il Regno dei Slavi" (Regnum Sclavorum, 1601) tomou emprestado o título de "O Reino dos Eslavos" da obra do padre de Dóclea e baseou seu relato na informação que encontrou ali.
Vários fatos incorretos ou simplesmente errados no texto tornam a obra pouco confiável. Historiadores modernos tem sérias dúvidas sobre a maioria do que se encontra ali como sendo puramente material ficcional ou wishful thinking. Alguns chegam ao ponto de defender que ela seja completamente descartada, mas esta não é a opinião majoritária, que defende que ela apresenta uma visão única da época sob o ponto de vista das populações eslavas indígenas da região. O tema ainda é tópico de discussão.
A obra descreve os eslavos locais como um povo pacífico importado pelos governantes sérvios locais que invadiram a área no século V, mas não tenta elaborar sobre como e quanto isto teria acontecido. Esta informação contradiz o que nos conta o imperador bizantino Constantino VII Porfirogênito em Sobre a Administração Imperial.
A Crônica também menciona um Svetopeleg ou Svetopelek, o oitavo descendente dos invasores sérvios originais, como sendo o monarca das terras que cobrem os estados modernos da Croácia, Bósnia e Herzegovina, Montenegro (Dóclea) e a Sérvia. Ele também é creditado como sendo o responsável pela cristianização dos godos e eslavos - uma atribuição fictícia. Estas alegações sobre um reino unificado são provavelmente o reflexo da glória anterior da Grande Morávia. Ele pode também estar fazendo referência ao Grão-Canato Avar.
O capítulo IX da Crônica menciona Methodus ou Liber Methodios, um texto do ano 753, como sendo a fonte.